# Elateroidea
De Elateroidea zijn een superfamilie van kevers uit de infraorde Elateriformia.

## Taxonomie
De superfamilie is als volgt onderverdeeld:
- Familie Rhinorhipidae Lawrence, 1988
- Familie Artematopodidae Lacordaire, 1857
  - Onderfamilie Electribiinae Crowson, 1975
  - Onderfamilie Allopogoniinae Crowson, 1973
  - Onderfamilie Artematopodinae Lacordaire, 1857
    - Tribus Artematopodini Lacordaire, 1857
    - Tribus Ctesibiini Crowson, 1973
    - Tribus Macropogonini LeConte, 1861
- Familie Brachypsectridae LeConte & Horn, 1883
- Familie Cerophytidae Latreille, 1834 (Spinthoutkevers)
- Familie Eucnemidae Eschscholtz, 1829 (Schijnkniptorrens)
  - Onderfamilie Perothopinae Lacordaire, 1857
  - Onderfamilie Phyllocerinae Reitter, 1905
    - Tribus Anelastini Reitter, 1911
    - Tribus Phyllocerini Reitter, 1905

  - Onderfamilie Pseudomeninae Muona, 1993
    - Tribus Pseudomenini Muona, 1993
    - Tribus Schizophilini Muona, 1993

  - Onderfamilie Palaeoxeninae Muona, 1993
  - Onderfamilie Phlegoninae Muona, 1993
  - Onderfamilie Anischiinae Fleutiaux, 1936
  - Onderfamilie Melasinae Fleming, 1821
    - Tribus Calyptocerini Muona, 1993
    - Tribus Ceballosmelasini Muona, 1993
    - Tribus Dirhagini Reitter, 1911
    - Tribus Epiphanini Muona, 1993
    - Tribus Hylocharini Jacquelin du Val, 1859
    - Tribus Melasini Fleming, 1821
      - Subtribus Compsocnemina Muona, 1993
      - Subtribus Melasina Fleming, 1821

    - Tribus Neocharini Muona, 1993
    - Tribus Xylobiini Reitter, 1911

  - Onderfamilie Eucneminae Eschscholtz, 1829
    - Tribus Dendrocharini Fleutiaux, 1920
    - Tribus Dyscharachthini Muona, 1993
    - Tribus Entomosatopini Muona, 1993
    - Tribus Eucnemini Eschscholtz, 1829
    - Tribus Galbitini Muona, 1991
    - Tribus Mesogenini Muona, 1993
    - Tribus Muonajini Özdikmen, 2008
    - Tribus Perrotiini Muona, 1993
    - Tribus Phaenocerini Muona, 1993
    - Tribus Proutianini Muona, 1993

  - Onderfamilie Macraulacinae Fleutiaux, 1923
    - Tribus Anelastidini Muona, 1993
    - Tribus Echthrogasterini Cobos, 1965
    - Tribus Euryptychini Mamaev, 1976
    - Tribus Jenibuntorini Muona, 1993
    - Tribus Macraulacini Fleutiaux, 1923
    - Tribus Nematodini Leiler, 1976
    - Tribus Oisocerini Muona, 1993
    - Tribus Orodotini Muona, 1993
    - Tribus Throscogeniini Iablokoff-Khnzorian, 1962  †
- Familie Throscidae Laporte, 1840, nomen protectum (Dwergkniptorren)
- Familie Praelateriidae Dolin, 1973  †
- Familie Elateridae Leach, 1815[1] (Kniptorren)
  - Onderfamilie Cebrioninae Latreille, 1802
  - Onderfamilie Agrypninae Candèze, 1857, nomen protectum
    - Tribus Agrypnini Candèze, 1857, nomen protectum
    - Tribus Anaissini Golbach, 1984
    - Tribus Cryptocardiini Dolin, 1980  †
    - Tribus Euplinthini Costa, 1975
      - Subtribus Cleidecostina Johnson, 2002
      - Subtribus Compsoplinthina Costa, 1975
      - Subtribus Euplinthina Costa, 1975

    - Tribus Hemirhipini Candèze, 1857
    - Tribus Oophorini Gistel, 1848
    - Tribus Platycrepidiini Costa & Casari-Chen, 1993
    - Tribus Pseudomelanactini Arnett, 1967
    - Tribus Pyrophorini Candèze, 1863
      - Subtribus Hapsodrilina Costa, 1975
      - Subtribus Nyctophyxina Costa, 1975
      - Subtribus Pyrophorina Candèze, 1863

    - Tribus Tetralobini Laporte, 1840

  - Onderfamilie Thylacosterninae Fleutiaux, 1920
  - Onderfamilie Lissominae Laporte, 1835
  - Onderfamilie Semiotinae Jakobson, 1913
  - Onderfamilie Campyloxeninae Costa, 1975
  - Onderfamilie Pityobiinae Hyslop, 1917
  - Onderfamilie Oxynopterinae Candèze, 1857
  - Onderfamilie Dendrometrinae Gistel, 1848
    - Tribus Crepidomenini Candèze, 1863
    - Tribus Dendrometrini Gistel, 1848
      - Subtribus Dendrometrina Gistel, 1848
      - Subtribus Denticollina Stein & Weise, 1877 (1848)
      - Subtribus Hemicrepidiina Champion, 1896

    - Tribus Dimini Candèze, 1863
    - Tribus Hypnoidini Schwarz, 1906 (1860)
    - Tribus Pleonomini Semenov & Pjatakova, 1936
    - Tribus Prosternini Gistel, 1856, nomen protectum
    - Tribus Senodoniini Schenkling, 1927

  - Onderfamilie Negastriinae Nakane & Kishii, 1956
    - Tribus Negastriini Nakane & Kishii, 1956
    - Tribus Quasimusini Schimmel & Tarnawski, 2009
      - Subtribus Loebliquasimusina Schimmel & Tarnawski, 2009
      - Subtribus Quasimusina Schimmel & Tarnawski, 2009
      - Subtribus Striatoquasimusina Schimmel & Tarnawski, 2009
      - Subtribus Wittmeroquasimusina Schimmel & Tarnawski, 2009

  - Onderfamilie Elaterinae Leach, 1815[1]
    - Tribus Agriotini Laporte, 1840
      - Subtribus Agriotina Laporte, 1840
      - Subtribus Cardiorhinina Candèze, 1863

    - Tribus Ampedini Gistel, 1848
    - Tribus Dicrepidiini Thomson, 1858
    - Tribus Elaterini Leach, 1815[1]
    - Tribus Megapenthini Gurjeva, 1973
    - Tribus Melanotini Candèze, 1859 (1848)
    - Tribus Odontonychini Girard, 1973
    - Tribus Physorhinini Candèze, 1859
    - Tribus Pomachiliini Candèze, 1859
    - Tribus Synaptini Gistel, 1856

  - Onderfamilie Cardiophorinae Candèze, 1859
  - Onderfamilie Hemiopinae Fleutiaux, 1941
  - Onderfamilie Physodactylinae Lacordaire, 1857
  - Onderfamilie Eudicronychinae Girard, 1971
  - Onderfamilie Subprotelaterinae Fleutiaux, 1920
  - Onderfamilie Morostomatinae Dolin, 2000
  - Onderfamilie Protagrypninae Dolin, 1973  †
    - Tribus Desmatini Dolin, 1975  †
    - Tribus Hypnomorphini Dolin, 1975  †
    - Tribus Protagrypnini Dolin, 1973  †
- Familie Plastoceridae Crowson, 1972
- Familie Drilidae Blanchard, 1845 (Slakkenkevers)
  - Onderfamilie Drilinae Blanchard, 1845
  - Onderfamilie Thilmaninae Kazantsev, 2004
    - Tribus Euanomini Kazantsev, 2010
    - Tribus Thilmanini Kazantsev, 2004
- Familie Omalisidae Lacordaire, 1857 (Kasteelkevers)
- Familie Berendtimiridae Winkler, 1987  †
- Familie Lycidae Laporte, 1836 (Netschildkevers)
  - Onderfamilie Libnetinae Bocák & Bocáková, 1990
  - Onderfamilie Dictyopterinae Houlbert, 1922
    - Tribus Dictyopterini Houlbert, 1922
    - Tribus Lycoprogenthini Bocák & Bocáková, 2008
    - Tribus Taphini Bocák & Bocáková, 1990

  - Onderfamilie Lyropaeinae Bocák & Bocáková, 1989
    - Tribus Alyculini Bocák & Bocáková, 2008
    - Tribus Antennolycini Bocák & Bocáková, 2008
    - Tribus Lyropaeini Bocák & Bocáková, 1989
    - Tribus Miniduliticolini Kazantsev, 2003
    - Tribus Platerodrilini Kazantsev, 2004

  - Onderfamilie Ateliinae Kleine, 1929
    - Tribus Ateliini Kleine, 1929
    - Tribus Dilophotini Kleine, 1929

  - Onderfamilie Lycinae Laporte, 1836
    - Tribus Calochromini Lacordaire, 1857
    - Tribus Calopterini Green, 1949
      - Subtribus Acroleptina Bocáková, 2005
      - Subtribus Calopterina Green, 1949

    - Tribus Conderini Bocák & Bocáková, 1990
    - Tribus Dihammatini Bocák & Bocáková, 2008
    - Tribus Erotini LeConte, 1881
    - Tribus Eurrhacini Bocáková, 2005
    - Tribus Leptolycini Leng & Mutchler, 1922
    - Tribus Lycini Laporte, 1836
    - Tribus Lyponiini Bocák & Bocáková, 1990
    - Tribus Macrolycini Kleine, 1929
    - Tribus Melanerotini Kazantsev, 2010
    - Tribus Metriorrhynchini Kleine, 1926
      - Subtribus Hemiconderinina Bocák & Bocáková, 1990
      - Subtribus Metriorrhynchina Kleine, 1926
      - Subtribus Trichalina Kleine, 1929

    - Tribus Platerodini Kleine, 1929
    - Tribus Slipinskiini Bocák & Bocáková, 1992
    - Tribus Thonalmini Kleine, 1933

  - Onderfamilie Dexorinae Bocák & Bocáková, 1989
- Familie Telegeusidae Leng, 1920
- Familie Phengodidae LeConte, 1861
  - Onderfamilie Phengodinae LeConte, 1861
  - Onderfamilie Mastinocerinae LeConte, 1881
  - Onderfamilie Penicillophorinae Paulus, 1975
- Familie Rhagophthalmidae Olivier, 1907
- Familie Lampyridae Rafinesque, 1815 (Glimwormen)
  - Onderfamilie Psilocladinae McDermott, 1964
  - Onderfamilie Amydetinae Olivier, 1907
    - Tribus Amydetini Olivier, 1907
    - Tribus Vestini McDermott, 1964

  - Onderfamilie Lampyrinae Rafinesque, 1815
    - Tribus Cratomorphini Green, 1948
    - Tribus Lamprocerini Olivier, 1907
    - Tribus Lamprohizini Kazantsev, 2010
    - Tribus Lampyrini Rafinesque, 1815
    - Tribus Lucidotini Lacordaire, 1857
      - Subtribus Dadophorina Olivier, 1907
      - Subtribus Lamprigerina McDermott, 1964
      - Subtribus Lucidotina Lacordaire, 1857
      - Subtribus Photinina LeConte, 1881

    - Tribus Pleotomini Summers, 1874

  - Onderfamilie Luciolinae Lacordaire, 1857
    - Tribus Curtosini McDermott, 1964
    - Tribus Luciolini Lacordaire, 1857

  - Onderfamilie Photurinae Lacordaire, 1857
- Familie Omethidae LeConte, 1861
  - Onderfamilie Omethinae LeConte, 1861
  - Onderfamilie Matheteinae LeConte, 1881
  - Onderfamilie Driloniinae Crowson, 1972
- Familie Cantharidae Imhoff, 1856 (1815) (Echte weekschildkevers)
  - Onderfamilie Cantharinae Imhoff, 1856 (1815)
    - Tribus Cantharini Imhoff, 1856 (1815)
    - Tribus Podabrini Gistel, 1856

  - Onderfamilie Silinae Mulsant, 1862
    - Tribus Silini Mulsant, 1862
    - Tribus Tytthonyxini Arnett, 1962

  - Onderfamilie Dysmorphocerinae Brancucci, 1980
  - Onderfamilie Malthininae Kiesenwetter, 1852
    - Tribus Malchinini Brancucci, 1980
    - Tribus Malthinini Kiesenwetter, 1852
    - Tribus Malthodini Böving & Craighead, 1931

  - Onderfamilie Chauliognathinae LeConte, 1861
    - Tribus Chauliognathini LeConte, 1861
    - Tribus Ichthyurini Champion, 1915

  - Onderfamilie Cydistinae Paulus, 1972
  - Onderfamilie Pterotinae LeConte, 1861
  - Onderfamilie Ototretinae McDermott, 1964
  - Onderfamilie Ototretadrilinae Crowson, 1972
  - Onderfamilie Lasiosynidae Kirejtshuk, Chang, Ren & Kun, 2010  †